# Jerónimo Román y Zamora
Jerónimo Román y Zamora (Logroño, 1536-Medina del Campo, 1597) fue un religioso agustino, biógrafo e historiador español. 

## Vida
Hijo de Martín Román e Inés Zamora, nacido en Logroño, bautizado en la iglesia de Santiago y monaguillo de la de San Pedro de la misma ciudad, sus primeros años fueron complicados: niño travieso, desobediente y poco dado a los estudios, con cerca de dieciséis años sus padres le echaron de casa.  

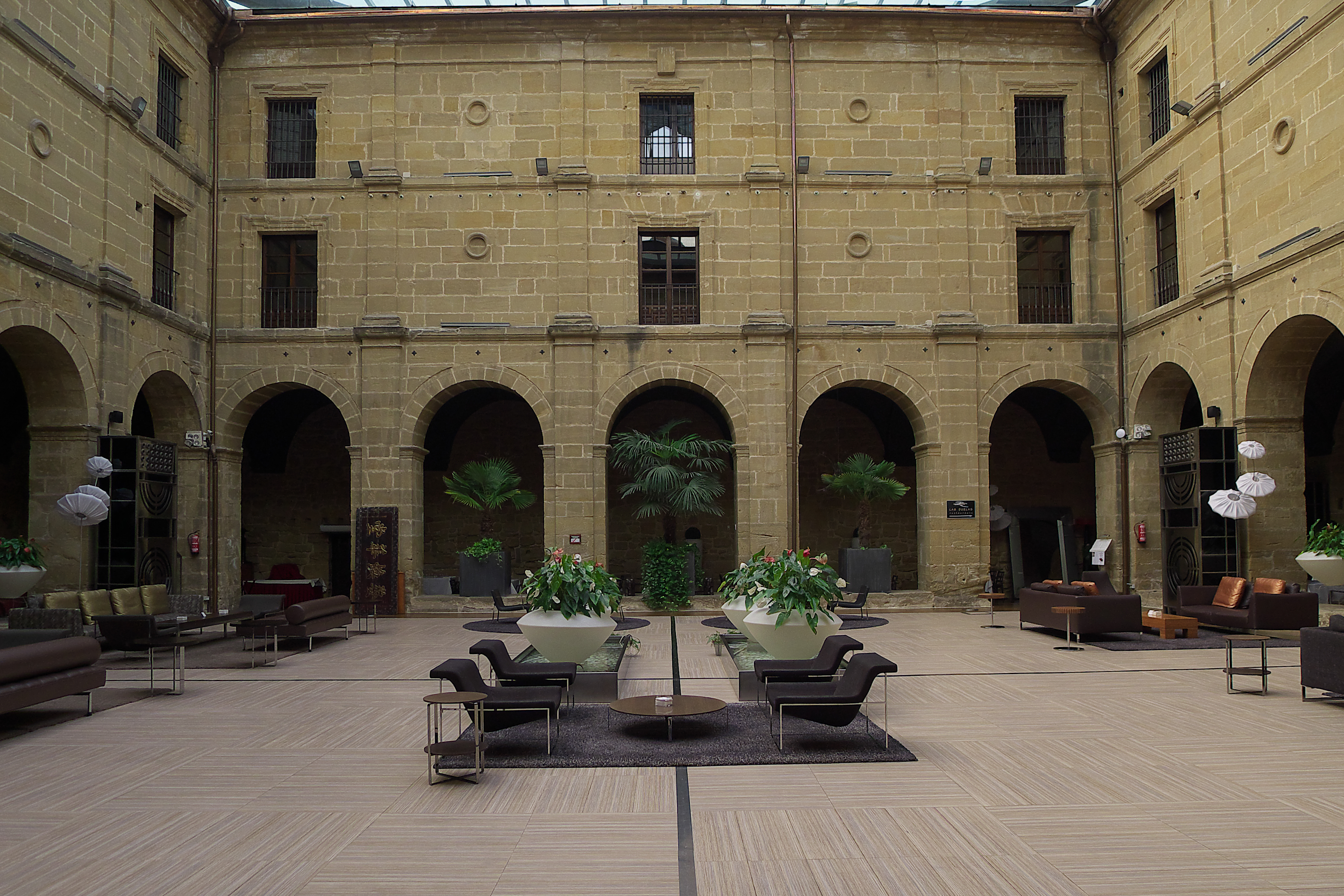
Convento de San Agustín de Haro.

Acogido en el convento de San Agustín de Haro, empezó el noviciado en 1552 y tomó los votos el año siguiente.  En 1554 fue trasladado al convento de la orden en Dueñas en el que empezó sus estudios bajo la tutela de Diego de Herrera.  También aquí se destacó por su poca aplicación a los estudios, hasta que las amonestaciones del prior Agustín de Solís consiguieron enderezar su actitud.
Se supone que completó los tres años de Artes o Filosofía y cuatro de Teología que eran preceptivos entre los agustinos; en 1560 ya había sido ordenado sacerdote y comenzó un viaje por el sur de Francia y norte de Italia para recopilar documentación con la que escribir la historia de los agustinos. Pasando por Montpellier, Arles, Tarascon, Avignon, la Costa Azul y Niza durante los años precedentes a las guerras de religión en Francia, siguió por Pavía, Verona, Parma y Roma, y fue testigo, aunque no participante, de las últimas sesiones del Concilio de Trento de 1563.
En 1564, ya de regreso en España, asistió en Toledo al concilio provincial de los agustinos y a la traslación de las reliquias de San Eugenio el año siguiente.  Dos años después se encontraba en Burgos, donde comenzó la redacción de la crónica de la orden, que se vio interrumpida por su viaje al concilio provincial en Coímbra de 1568 y a Lisboa en compañía de Luis de Montoya.  Se desconoce su itinerario exacto, pero de las citas que hace en sus obras se desprende que visitó los archivos de Andalucía, Extremadura, León, Vascongadas, Navarra, Aragón, Valencia y Cataluña.
Calificado por sus correligionarios como "devorador de libros" y con una memoria prodigiosa, tuvo relación con los obispos Cristóbal Fernández de Valtodano y Alonso de Veracruz, el maestro de capilla Bartolomé de Quevedo, el humanista Álvar Gómez de Castro y los también historiadores Ambrosio de Morales, Gonzalo de Illescas, Esteban de Garibay o Jerónimo Zurita.  
En 1573 el superior general Taddeo da Perugia le nombró cronista general de la orden de los agustinos. 
Su frustración por considerar que la orden infravaloraba sus trabajos literarios y los desacuerdos con las decisiones adoptadas por el concilio provincial de Burgos de 1586 sobre la administración interna de los agustinos le llevaron a solicitar su traslado desde la provincia agustiniana de Castilla a la de Portugal.  Acogido en Lisboa por el consejero de Estado Luis César, y en Braga por el obispo Agostinho de Castro, visitó los archivos de Estado en la Torre do Tombo, los de las Órdenes Militares y los de varias órdenes religiosas, así como las bibliotecas de Tomar, Belem, Coímbra y Alcobaça, siempre recopilando documentación para sus obras, y en 1589 recibió del superior general Gregorio Petrocchini amplios privilegios para poderse dedicar plenamente a ellas.
De regreso en España, falleció en 1597 en el convento de Nuestra Señora de Gracia de Medina del Campo con poco más de sesenta años; fue sepultado en la capilla de Nuestra Señora de los Remedios.

## Obras
Entre las obras que dejó escritas, las que llegaron a publicarse fueron:
- Crónica de la Orden de los Ermitaños del Glorioso Padre Sancto Augustin (Salamanca, 1569), dedicada al obispo de Segorbe Juan de Muñatones;
- Primera parte de la historia de la orden de los frayles hermitaños de sant Augustin (Alcalá de Henares, 1572);
- Defensorio de la antigüedad de la Orden de los Hermitaños de nuestro padre sant Augustin (Alcalá de Henares, 1572);
- Repúblicas del mundo.  Aparecida en 1575, fue denunciada por el Consejo de Indias a causa de la forma en que presentaba la colonización española de América (utiliza como fuente a Bartolomé de las Casas), e incluida por la Inquisición en el índice de libros prohibidos (1583). El autor logró sortear la censura corrigiendo los pasajes más polémicos, y publicó de nuevo la obra ampliada en 1595.[11][12][13]
- Historia de la vida del mvy religioso varón Fray Luys de Montoya de la orden de Sant Augustin (Lisboa, 1588), biografía de su correligionario Luis de Montoya (m. 1569), prior de Lisboa, confesor del rey Sebastián I de Portugal y fundador del colegio agustiniano de Coímbra;
- Historia de los dos religiosos Infantes de Portvgal (Medina del Campo, 1595), biografía de los infantes portugueses Fernando y Juana;
- Historia de la Iglesia de Santiago de Compostela (publicado en la revista "Galicia histórica" de 1903).